# وارتوش تامرازیان
وارتوش (وارتوهی) زاکاری تامرازیان (ارمنی: Վարդուշ (Վարդուհի) Զաքարի Թամրազյան؛  ۱۵ دسامبر ۱۹۲۲ – ۲۰۰۶) یک بازیگر اهل ارمنستان بود. وی بین سال‌های - تا - میلادی فعالیت می‌کرد.

## زندگی‌نامه
وی در ۱۵ دسامبر ۱۹۲۲ در ولادی‌قفقاز به دنیا آمد و از آموزشگاه نمایشی ایروان فارغ‌التحصیل شد. وی همسر آش-مات و خواهر ماروسیا تامرازیان بود. وی در تئاتر دراماتیک دولتی و. واغارشیان گوریس، تئاتر مخاطبان نوجوان، تئاتر دراماتیک دولتی وارطان آجمیان گیومری فعالیت می‌کرد. وی همچنین برندهٔ جوایزی همچون مدال کارگر ممتاز،  هنرمند شایسته ارمنستان شوروی (۱۹۵۴) شده است. وی در ۲۰۰۶ در سن ۸۴ سالگی درگذشت.